# برنارد كروفت
برنارد كروفت (بالإنجليزية: Bernard Croft)‏ هو لاعب اتحاد الرغبي أسترالي، (ولد في هوبارت في أستراليا 1903 – فبراير 1984 م).